# Дуранийска империя
Дуранийската империя (на пущунски: د درانیانو ټولواکمني) е историческа държава, основана и построена от Ахмад Шах Дурани. Тя обхваща части от Централна Азия, Близкия Изток и Южна Азия. По време на разцвета си, тя властва над териториите на съвременните държави Афганистан и Пакистан, както и части от Иран, Индия и Туркменистан.
След смъртта на Надер Шах през юни 1747 г., областта на Кандахар попада под контрола на Ахмад Шах Дурани. Оттам той завладява Газни, Кабул и Пешавар още през същата година. През 1749 г. Моголската империя отстъпва суверенитета си над голяма част от Северозападна Индия на афганистанците. Тогава Ахмад Шах се насочва на запад, за да превземе Машхад, който по това време се управлява от Шахрох Шах. След това изпраща армия, за да подчини районите северно от Хиндукуш и много скоро след това всички различни племена там се присъединяват към него. Ахмад Шах нахлува в Индия общо четири пъти, завземайки Кашмир и Пенджаб. В началото на 1757 г. той разграбва Делхи, но позволява на моголците да запази номинален контрол над града, стига владетелят им да признае сюзерена на Ахмад Шах над Кашмир, Пенджаб и Синд.
След смъртта на Ахмад Шах през 1772 г., синът му, Тимур Шах Дурани, става следващия владетел на династията Дурани. Той решава да премести столицата на империята в Кабул, но използва Пешавар като зимна столица. Дуранийската империя се счита за основата на съвременната държава Афганистан, а Ахмад Шах Дурани се счита за „баща на нацията“.

## История
1747 година бележи категоричната поява на афганистанската политическа единица като независима както от Персия, така и от Моголската империя. През юли 1747 г. е свикан лоя джирга (върховен съвет) близо до Кандахар, на който Ахмад Шах Дурани е избран за водач на афганистанците. С това се полага началото на Дуранийската династия. Въпреки че е по-млад от съперниците си, Ахмад Шах разполага с няколко фактора на своя страна – той принадлежи на уважавана фамилия с политическа история, особено след като баща му служи като губернатор на Херат и загива в битка.
Една от първите военни офанзиви на Ахмад Шах цели превземането на Калат и Газни и изкопчването на Кабул и Пешавар от ръцете на губернатор Насир Хан, който е назначен от моголите. През 1749 г. моголският император Ахмад Шах Бахадур е убеден да отстъпи Синд, Пенджаб и поречието на Инд в полза на Ахмад Шах Дурани, за да спаси столицата си от афганистанско нападение. След като придобива значителни територии на изток без бой, Ахмад Шах се обръща на запад, за да поеме контрола над Машхад, който се управлява от внука на Надер Шах – Шахрох Шах. След това Ахмад Шах изпраща армия, която да подчини земите северно от планината Хиндукуш. За кратък срок мощната му армия покорява таджиките, хазарейците, узбеките, туркмените и други народи в северната част на Афганистан. Ахмад Шах напада остатъците от Моголската империя за трети, а след това и за четвърти път, консолидирайки властта си над Кашмир и Пенджаб. През 1757 г. разграбва Делхи, но позволява на Моголската династия да упражнява номинален контрол над града, стига владетелят му да признае сюзерена на Ахмад Шах над Пенджаб, Кашмир и Синд. Впоследствие, Ахмад Шах оставя сина си, Тимур Шах Дурани, да брани интересите му и се завръща в Афганистан.
Притеснен от разрастването на китайската династия Цин към източните граници на Казахстан, Ахмад Шах се опитва да се обедини със съседните мюсюлмански ханства и казахите в атака срещу Китай, ужким за да освободят мюсюлманските субекти, покорени от китайците. Той спира търговията с Китай и изпраща войски в Коканд. Въпреки това, покрай кампаниите си в Индия и с намалени средства в хазната, Ахмад Шах не разполага с достатъчно ресурси за нещо друго, освен да изпраща хора в Пекин за неуспешни преговори.
Моголската власт в северните части на Индия отслабва след смъртта на император Аурангзеб през 1707 г. Към средата на 18 век тя е ограничена само до Делхи, а останалите части на Индия се контролират от Маратхската империя. За да се противопостави на афганистанците, маратхският владетел Баладжи Баджи Рао изпраща Рагхунатх Рао, който побеждава афганистанските гарнизони в Пенджаб и продължава с пропъждането на Тимур Шах от Индия. Освен това той успява да направи Лахор, Мултан и Кашмир маратхски владения. Това принуждава Ахмад Шах да се върне обратно в Индия и да се изправи срещу застрашителните атаки на Маратха. Той обявява джихад срещу Маратха, а бойци от цял Афганистан се присъединяват към каузата му. Ранните схватки водят до победа на афганистанците срещу числено превъзхождащите ги маратхски гарнизони в северозападните части на Индия. Към 1759 г. Ахмад Шах и армията му вече се намират пред Лахор и са в състояние да посрещнат маратхските войски. По това време Ахмад Шах вече е известен с това, че може да печели битки, в които е числено превъзхождан от врага. Междувременно войските на Маратха са се слели в една голяма армия под командването на Садашив Рао Бхау. Панипат се превръща в сцена на сблъсък между двете армии. Битката се провежда на 14 януари 1761 г. по 12-километров фронт. И докато Ахмад Шах печели решителна победа над индусите, много скоро владенията му се оказват засегнати от множество предизвикателства. Армията му търпи големи загуби, отслабвайки властта му в Пенджаб, който впоследствие е завзет от сикхите. В северните части на Бухара избухват въстания. Победата при Панипат е кулминацията на афганистанското величие.
През 1762 г. Ахмад Шах прекосява Афганистан за шести път, за да подчини сикхите. Оттогава нататък превъзходството на империята му започва да отслабва. Към момента на смъртта му, той вече напълно е изгубил Пенджаб в полза на сикхите, както и някои северни територии в полза на узбеките, изискващи компромис с тях. Той напада Лахор, след като превзема свещения град на сикхите Амритсар. Той избива много от сикхските му жители и унищожава свещения за тях Златен храм. След две години сикхите се вдигат на бунт и построяват отново Амритсар. Ахмад Шах се опитва още няколко пъти да ги подчини завинаги, но се проваля. Войските му извършват геноцид срещу хиляди невъоръжени сикхи в Пенджаб през 1762 г. Ахмад Шах е изправен и срещу други въстания на север, които в крайна сметка го принуждават да сключи договор с узбекския емир, според който Амударя маркира границата между афганистанските владения и Бухарския емират. Ахмад Шах умира в дома си в планините източно от Кандахар на 14 април 1773 г.
Наследниците на Ахмад Шах управляват държавата толкова зле през период на множество размирици, че петдесет години след смъртта му Дуранийската империя престава да съществува. Военачалниците неохотно приемат заповедите на сина и наследник на Ахмад Шах, Тимур Шах Дурани. По-голямата част от управлението му е белязана от гражданска война и бунтове. Той дори е принуден да премести столицата от Кандахар в Кабул заради бунтовниците. Тимур Шах е несполучлив владетел, при чието управлението Дуранийската империя започва да се разпада. Става известен и с 24-те си сина, няколко от които стават управници на дуранийски територии. Тимур умира през 1793 г. и е наследен от петия си син, Заман Шах Дурани. Той е на 23 години и управник на Кабул. Заман Шах влиза в пререкания с останалите си братя относно наследството на баща си, което само влошава кризата в страната и я прави примамлива за външни нападения. Опитите му да наложи абсолютна монархия над войнствените пущунски племена и да ги управлява без пущунски племенни съветници са неуспешни. Междувременно, сикхите се надигат отново под командването на Ранджит Сингх. Падението на Заман Шах е ускорено от опитите му да консолидира властта си. Това кара много от пущунските вождове да започнат заговор срещу него.
През 1801 г. Махмуд Шах Дурани извършва преврат срещу Земан Шах, но това не спира гражданските размирици в афганистанската държава, а само довежда до повече насилие. Махмуд Шах управлява само две години, преди да бъде детрониран от Шуджа Шах Дурани – друг син на Тимур Шах, който управлява шест години. На 7 юни 1809 г. той сключва договор с Британската източноиндийска компания, според който той ще се противопоставя на преминаването на чуждестранни войски през териториите. Това предвижда съвместна афганистанско-британска отбрана срещу евентуална френско-персийска агресия. Само няколко седмици след подписването на договора, Шуджа Шах е детрониран от предшественика си, Махмуд. Вторият период на управление на Махмуд Шах продължава девет години. Наследен е от поредния син на Тимур Шах – Али Шах Дурани. Той управлява за кратък период от 1818 до 1819 г. Детрониран е от Аюб Шах Дурани. При неговото управление Дуранийската империя губи контрола си над Кашмир в полза на Сикхската империя след загуба в битката при Шопиан през 1819 г.
След това империята се разпада. В периода 1839 – 1842 г. Шуджа Шах Дурани се опитва да възстанови държавата, но безуспешно.